# Impost (arhitektura)
V arhitekturi je impost (prečnik, nemško: kämpfer) izstopajoča nosilna plošča (naklada) nad podstavkom (zidom, opornikom, kapitelom, stebrom) in lokom ali obokom, ter služi kot podlaga za springer ali najnižji voussoir za lok.